# Szlakiem Walk Majora Hubala 2018
La 13.ª edición del Szlakiem Walk Majora Hubala se celebró entre el 31 y el 3 de junio de 2018 con inicio en la ciudad de Kielce y final en la ciudad de Końskie en Polonia. El recorrido consistió de un total de 4 etapas, con un prólogo no oficial en forma de critérium en Kielce cuyo resultado se definió por puntos y el cual determinó los primeros portadores de los maillots de líder, puntos, montaña y sub-23 (jóvenes).
La carrera hizo parte del circuito UCI Europe Tour 2018 dentro de la categoría 2.1 y fue ganada por el ciclista polaco Mateusz Taciak del equipo CCC Sprandi Polkowice. El podio lo completaron los también polacos Filip Maciejuk de la Selección de Polonia y Kamil Gradek del equipo CCC Sprandi Polkowice

## Equipos participantes
Tomaron la partida un total de 25 equipos, de los cuales 2 fueron de categoría Profesional Continental, 20 Continentales y 3 Selecciones nacionales, quienes conformaron un pelotón de 163 ciclistas de los cuales terminaron 131. Los equipos participantes fueron:
| Equipos continentales profesionales (2)- CCC Sprandi Polkowice - Team Novo Nordisk Equipos continentales (20)- Adria Mobil - Astana City - Destil-Parkhotel Valkenburg - Dukla Banská Bystrica - Elkov-Author - Felbermayr Simplon Wels - Heizomat Rad-Net.De - Hrinkow Advarics Cycleang - Hurom - LKT Brandenburg - Metec-TKH Continental Cyclingteam p/b Mantel - Minsk Cycling Club - Monkey Town Continental - My Bike-Stevens - Pardus-Tufo Prostejov - Sapura - Staki-Technorama - Start-Gusto Cycling Team - Voster Uniwheels Team - Wibatech-Merx Equipos nacionales (3)- Letonia - Polonia - Rusia |
| |

## Etapas
| Etapa     | Fecha     | Recorrido                              | type                   | Distancia (km) | Ganador         | Líder           |
| --------- | --------- | -------------------------------------- | ---------------------- | -------------- | --------------- | --------------- |
| Prólogo   | 31 de may | Kielce – Kielce                        | etapa llana            | 40             | Szymon Sajnok   | Paweł Bernas    |
| 1.ª etapa | 1 de jun  | Poświętne – Ostrowiec Świętokrzyski    | etapa de media montaña | 194,6          | Kamil Zieliński | Kamil Zieliński |
| 2.ª etapa | 2 de jun  | Skarżysko-Kamienna – Kazimierza Wielka | etapa de media montaña | 127,7          | Lukas Schlemmer | Lukas Schlemmer |
| 3.ª etapa | 3 de jun  | Busko-Zdrój – Busko-Zdrój              | etapa llana            | 21,35          | Filip Maciejuk  | Filip Maciejuk  |
| 4.ª etapa | 4 de jun  | Radoszyce – Końskie                    | etapa de media montaña | 176,4          | Filippo Fortin  | Mateusz Taciak  |

## Desarrollo de la carrera

### Prólogo (Critérium)
| Kielce - Kielce | etapa llana | (40 km) |

| Clasificación por puntos | Clasificación por puntos | Clasificación por puntos | Clasificación por puntos | Clasificación por puntos |
| Ciclista                 | Ciclista                 | Equipo                   | Puntos                   |                          |
| ------------------------ | ------------------------ | ------------------------ | ------------------------ | ------------------------ |
| 1.º                      | Szymon Sajnok            | CCC Sprandi Polkowice    | 11 pts                   |                          |
| 2.º                      | Jan Bárta                | Elkov-Author             | 8 pts                    |                          |
| 3.º                      | Michał Paluta            | CCC Sprandi Polkowice    | 8 pts                    |                          |
| 4.º                      | Paweł Bernas             | CCC Sprandi Polkowice    | 6 pts                    |                          |
| 5.º                      | Vitaliy Buts             | Team Hurom               | 5 pts                    |                          |
| 6.º                      | Szymon Krawczyk          | Voster Uniwheels Team    | 4 pts                    |                          |
| 7.º                      | Matej Zahálka            | Elkov-Author             | 4 pts                    |                          |
| 8.º                      | Andrea Peron             | Team Novo Nordisk        | 4 pts                    |                          |
| 9.º                      | Piotr Brożyna            | CCC Sprandi Polkowice    | 4 pts                    |                          |
| 10.º                     | Orluis Aular             | Start Team Gusto         | 3 pts                    |                          |

### 1.ª etapa
| Poświętne - Ostrowiec Świętokrzyski | etapa de media montaña | (194,6 km) |

| \| Clasificación de la etapa \| Clasificación de la etapa \| Clasificación de la etapa \| Clasificación de la etapa \| Clasificación de la etapa \| \| Ciclista \| Ciclista \| Equipo \| Tiempo \| \| \| ------------------------- \| ------------------------- \| ------------------------- \| ------------------------- \| ------------------------- \| \| 1.º \| Kamil Zieliński \| Team Hurom \| 4 h 44 min 51 s \| \| \| 2.º \| Filippo Fortin \| Felbermayr Simplon Wels \| + 0 s \| \| \| 3.º \| Vojtěch Hačecký \| Elkov-Author \| + 0 s \| \| \| 4.º \| Vitaliy Buts \| Team Hurom \| + 0 s \| \| \| 5.º \| Szymon Sajnok \| CCC Sprandi Polkowice \| + 0 s \| \| \| 6.º \| Dušan Rajović \| Adria Mobil \| + 0 s \| \| \| 7.º \| Gorazd Per \| Adria Mobil \| + 0 s \| \| \| 8.º \| Elias Afewerki \| Start Team Gusto \| + 0 s \| \| \| 9.º \| Denis Nekrasov \| Rusia \| + 0 s \| \| \| 10.º \| Michał Paluta \| CCC Sprandi Polkowice \| + 0 s \| \| |                 |                         |                 |
| |                 |                         |                 |
| Fuente: ProCyclingStats |                 |                         |                 |
| Clasificación de la etapa |                 |                         |                 |
| Ciclista | Ciclista        | Equipo                  | Tiempo          |
| 1.º | Kamil Zieliński | Team Hurom              | 4 h 44 min 51 s |
| 2.º | Filippo Fortin  | Felbermayr Simplon Wels | + 0 s           |
| 3.º | Vojtěch Hačecký | Elkov-Author            | + 0 s           |
| 4.º | Vitaliy Buts    | Team Hurom              | + 0 s           |
| 5.º | Szymon Sajnok   | CCC Sprandi Polkowice   | + 0 s           |
| 6.º | Dušan Rajović   | Adria Mobil             | + 0 s           |
| 7.º | Gorazd Per      | Adria Mobil             | + 0 s           |
| 8.º | Elias Afewerki  | Start Team Gusto        | + 0 s           |
| 9.º | Denis Nekrasov  | Rusia                   | + 0 s           |
| 10.º | Michał Paluta   | CCC Sprandi Polkowice   | + 0 s           |

| \| Clasificación general \| Clasificación general \| Clasificación general \| Clasificación general \| Clasificación general \| \| Ciclista \| Ciclista \| Equipo \| Tiempo \| \| \| --------------------- \| --------------------- \| ----------------------- \| --------------------- \| --------------------- \| \| 1.º \| Kamil Zieliński \| Team Hurom \| 4 h 44 min 41 s \| \| \| 2.º \| Filippo Fortin \| Felbermayr Simplon Wels \| + 4 s \| \| \| 3.º \| Piotr Konwa \| Elkov-Author \| + 5 s \| \| \| 4.º \| Vojtěch Hačecký \| Elkov-Author \| + 6 s \| \| \| 5.º \| Rok Korošec \| My Bike-Stevens \| + \| \| \| 6.º \| Szymon Sajnok \| CCC Sprandi Polkowice \| + 9 s \| \| \| 7.º \| Michał Podlaski \| Voster Uniwheels Team \| + 9 s \| \| \| 8.º \| Yauhen Sobal \| Minsk Cycling Club \| + 9 s \| \| \| 9.º \| Vitaliy Buts \| Team Hurom \| + 10 s \| \| \| 10.º \| Dušan Rajović \| Adria Mobil \| + 10 s \| \| |                 |                         |                 |
| |                 |                         |                 |
| Fuente: ProCyclingStats |                 |                         |                 |
| Clasificación general |                 |                         |                 |
| Ciclista | Ciclista        | Equipo                  | Tiempo          |
| 1.º | Kamil Zieliński | Team Hurom              | 4 h 44 min 41 s |
| 2.º | Filippo Fortin  | Felbermayr Simplon Wels | + 4 s           |
| 3.º | Piotr Konwa     | Elkov-Author            | + 5 s           |
| 4.º | Vojtěch Hačecký | Elkov-Author            | + 6 s           |
| 5.º | Rok Korošec     | My Bike-Stevens         | +               |
| 6.º | Szymon Sajnok   | CCC Sprandi Polkowice   | + 9 s           |
| 7.º | Michał Podlaski | Voster Uniwheels Team   | + 9 s           |
| 8.º | Yauhen Sobal    | Minsk Cycling Club      | + 9 s           |
| 9.º | Vitaliy Buts    | Team Hurom              | + 10 s          |
| 10.º | Dušan Rajović   | Adria Mobil             | + 10 s          |

### 2.ª etapa
| Skarżysko-Kamienna - Kazimierza Wielka | etapa de media montaña | (127,7 km) |

| \| Clasificación de la etapa \| Clasificación de la etapa \| Clasificación de la etapa \| Clasificación de la etapa \| Clasificación de la etapa \| \| Ciclista \| Ciclista \| Equipo \| Tiempo \| \| \| ------------------------- \| ------------------------- \| ------------------------- \| ------------------------- \| ------------------------- \| \| 1.º \| Lukas Schlemmer \| Felbermayr Simplon Wels \| 2 h 55 min 38 s \| \| \| 2.º \| Wim Kleiman \| Monkey Town Continental \| + 2 s \| \| \| 3.º \| Jure Golčer \| Adria Mobil \| + 5 s \| \| \| 4.º \| Dušan Rajović \| Adria Mobil \| + 14 s \| \| \| 5.º \| Johim Ariesen \| Metec-TKH-Mantel \| + 16 s \| \| \| 6.º \| Paweł Franczak \| CCC Sprandi Polkowice \| + 16 s \| \| \| 7.º \| Szymon Sajnok \| CCC Sprandi Polkowice \| + 16 s \| \| \| 8.º \| Vojtěch Hačecký \| Elkov-Author \| + 16 s \| \| \| 9.º \| Paweł Bernas \| CCC Sprandi Polkowice \| + 16 s \| \| \| 10.º \| Filippo Fortin \| Felbermayr Simplon Wels \| + 16 s \| \| |                 |                         |                 |
| |                 |                         |                 |
| Fuente: ProCyclingStats |                 |                         |                 |
| Clasificación de la etapa |                 |                         |                 |
| Ciclista | Ciclista        | Equipo                  | Tiempo          |
| 1.º | Lukas Schlemmer | Felbermayr Simplon Wels | 2 h 55 min 38 s |
| 2.º | Wim Kleiman     | Monkey Town Continental | + 2 s           |
| 3.º | Jure Golčer     | Adria Mobil             | + 5 s           |
| 4.º | Dušan Rajović   | Adria Mobil             | + 14 s          |
| 5.º | Johim Ariesen   | Metec-TKH-Mantel        | + 16 s          |
| 6.º | Paweł Franczak  | CCC Sprandi Polkowice   | + 16 s          |
| 7.º | Szymon Sajnok   | CCC Sprandi Polkowice   | + 16 s          |
| 8.º | Vojtěch Hačecký | Elkov-Author            | + 16 s          |
| 9.º | Paweł Bernas    | CCC Sprandi Polkowice   | + 16 s          |
| 10.º | Filippo Fortin  | Felbermayr Simplon Wels | + 16 s          |

| \| Clasificación general \| Clasificación general \| Clasificación general \| Clasificación general \| Clasificación general \| \| Ciclista \| Ciclista \| Equipo \| Tiempo \| \| \| --------------------- \| --------------------- \| ----------------------- \| --------------------- \| --------------------- \| \| 1.º \| Lukas Schlemmer \| Felbermayr Simplon Wels \| 7 h 40 min 23 s \| \| \| 2.º \| Wim Kleiman \| Monkey Town Continental \| + 1 s \| \| \| 3.º \| Jure Golčer \| Adria Mobil \| + 7 s \| \| \| 4.º \| Kamil Zieliński \| Team Hurom \| + 12 s \| \| \| 5.º \| Filippo Fortin \| Felbermayr Simplon Wels \| + 16 s \| \| \| 6.º \| Piotr Konwa \| Elkov-Author \| + 17 s \| \| \| 7.º \| Vojtěch Hačecký \| Elkov-Author \| + 18 s \| \| \| 8.º \| Dušan Rajović \| Adria Mobil \| + 20 s \| \| \| 9.º \| Rok Korošec \| My Bike-Stevens \| + 20 s \| \| \| 10.º \| Szymon Sajnok \| CCC Sprandi Polkowice \| + 21 s \| \| |                 |                         |                 |
| |                 |                         |                 |
| Fuente: ProCyclingStats |                 |                         |                 |
| Clasificación general |                 |                         |                 |
| Ciclista | Ciclista        | Equipo                  | Tiempo          |
| 1.º | Lukas Schlemmer | Felbermayr Simplon Wels | 7 h 40 min 23 s |
| 2.º | Wim Kleiman     | Monkey Town Continental | + 1 s           |
| 3.º | Jure Golčer     | Adria Mobil             | + 7 s           |
| 4.º | Kamil Zieliński | Team Hurom              | + 12 s          |
| 5.º | Filippo Fortin  | Felbermayr Simplon Wels | + 16 s          |
| 6.º | Piotr Konwa     | Elkov-Author            | + 17 s          |
| 7.º | Vojtěch Hačecký | Elkov-Author            | + 18 s          |
| 8.º | Dušan Rajović   | Adria Mobil             | + 20 s          |
| 9.º | Rok Korošec     | My Bike-Stevens         | + 20 s          |
| 10.º | Szymon Sajnok   | CCC Sprandi Polkowice   | + 21 s          |

### 3.ª etapa
| Busko-Zdrój - Busko-Zdrój | etapa llana | (21,35 km) |

| \| Clasificación de la etapa \| Clasificación de la etapa \| Clasificación de la etapa \| Clasificación de la etapa \| Clasificación de la etapa \| \| Ciclista \| Ciclista \| Equipo \| Tiempo \| \| \| ------------------------- \| ------------------------- \| ------------------------- \| ------------------------- \| ------------------------- \| \| 1.º \| Filip Maciejuk \| Polonia \| 26 h 11 min 00 s \| \| \| 2.º \| Mateusz Taciak \| CCC Sprandi Polkowice \| + 0 s \| \| \| 3.º \| Kamil Gradek \| CCC Sprandi Polkowice \| + 7 s \| \| \| 4.º \| Jan Bárta \| Elkov-Author \| + 21 s \| \| \| 5.º \| Josef Černý \| Elkov-Author \| + 28 s \| \| \| 6.º \| Juri Hollmann \| Heizomat rad-net.de \| + 36 s \| \| \| 7.º \| Piotr Brożyna \| CCC Sprandi Polkowice \| + 37 s \| \| \| 8.º \| Szymon Sajnok \| CCC Sprandi Polkowice \| + 45 s \| \| \| 9.º \| Jonas Bokeloh \| LKT Team Brandenburg \| + 52 s \| \| \| 10.º \| Vladislav Duiunov \| Rusia \| + 1 min 01 s \| \| |                   |                       |                  |
| |                   |                       |                  |
| Fuente: ProCyclingStats |                   |                       |                  |
| Clasificación de la etapa |                   |                       |                  |
| Ciclista | Ciclista          | Equipo                | Tiempo           |
| 1.º | Filip Maciejuk    | Polonia               | 26 h 11 min 00 s |
| 2.º | Mateusz Taciak    | CCC Sprandi Polkowice | + 0 s            |
| 3.º | Kamil Gradek      | CCC Sprandi Polkowice | + 7 s            |
| 4.º | Jan Bárta         | Elkov-Author          | + 21 s           |
| 5.º | Josef Černý       | Elkov-Author          | + 28 s           |
| 6.º | Juri Hollmann     | Heizomat rad-net.de   | + 36 s           |
| 7.º | Piotr Brożyna     | CCC Sprandi Polkowice | + 37 s           |
| 8.º | Szymon Sajnok     | CCC Sprandi Polkowice | + 45 s           |
| 9.º | Jonas Bokeloh     | LKT Team Brandenburg  | + 52 s           |
| 10.º | Vladislav Duiunov | Rusia                 | + 1 min 01 s     |

| \| Clasificación general \| Clasificación general \| Clasificación general \| Clasificación general \| Clasificación general \| \| Ciclista \| Ciclista \| Equipo \| Tiempo \| \| \| --------------------- \| --------------------- \| --------------------- \| --------------------- \| --------------------- \| \| 1.º \| Filip Maciejuk \| Polonia \| 8 h 06 min 56 s \| \| \| 2.º \| Mateusz Taciak \| CCC Sprandi Polkowice \| + 0 s \| \| \| 3.º \| Kamil Gradek \| CCC Sprandi Polkowice \| + 7 s \| \| \| 4.º \| Jan Bárta \| Elkov-Author \| + 21 s \| \| \| 5.º \| Josef Černý \| Elkov-Author \| + 28 s \| \| \| 6.º \| Juri Hollmann \| Heizomat rad-net.de \| + 36 s \| \| \| 7.º \| Piotr Brożyna \| CCC Sprandi Polkowice \| + 37 s \| \| \| 8.º \| Szymon Sajnok \| CCC Sprandi Polkowice \| + 44 s \| \| \| 9.º \| Jure Golčer \| Adria Mobil \| + 53 s \| \| \| 10.º \| Adam Stachowiak \| Voster Uniwheels Team \| + 1 min 01 s \| \| |                 |                       |                 |
| |                 |                       |                 |
| Fuente: ProCyclingStats |                 |                       |                 |
| Clasificación general |                 |                       |                 |
| Ciclista | Ciclista        | Equipo                | Tiempo          |
| 1.º | Filip Maciejuk  | Polonia               | 8 h 06 min 56 s |
| 2.º | Mateusz Taciak  | CCC Sprandi Polkowice | + 0 s           |
| 3.º | Kamil Gradek    | CCC Sprandi Polkowice | + 7 s           |
| 4.º | Jan Bárta       | Elkov-Author          | + 21 s          |
| 5.º | Josef Černý     | Elkov-Author          | + 28 s          |
| 6.º | Juri Hollmann   | Heizomat rad-net.de   | + 36 s          |
| 7.º | Piotr Brożyna   | CCC Sprandi Polkowice | + 37 s          |
| 8.º | Szymon Sajnok   | CCC Sprandi Polkowice | + 44 s          |
| 9.º | Jure Golčer     | Adria Mobil           | + 53 s          |
| 10.º | Adam Stachowiak | Voster Uniwheels Team | + 1 min 01 s    |

### 4.ª etapa
| Radoszyce - Końskie | etapa de media montaña | (176,4 km) |

| \| Clasificación de la etapa \| Clasificación de la etapa \| Clasificación de la etapa \| Clasificación de la etapa \| Clasificación de la etapa \| \| Ciclista \| Ciclista \| Equipo \| Tiempo \| \| \| ------------------------- \| ------------------------- \| ------------------------- \| ------------------------- \| ------------------------- \| \| 1.º \| Filippo Fortin \| Felbermayr Simplon Wels \| 4 h 02 min 38 s \| \| \| 2.º \| Maciej Paterski \| Wibatech Merx 7R \| + 0 s \| \| \| 3.º \| Szymon Sajnok \| CCC Sprandi Polkowice \| + 0 s \| \| \| 4.º \| Grzegorz Stępniak \| Wibatech Merx 7R \| + 0 s \| \| \| 5.º \| Johim Ariesen \| Metec-TKH-Mantel \| + 0 s \| \| \| 6.º \| Gašper Katrašnik \| Adria Mobil \| + 0 s \| \| \| 7.º \| Timon Loderer \| Hrinkow Advarics Cycleang \| + 0 s \| \| \| 8.º \| Orluis Aular \| Start Team Gusto \| + 0 s \| \| \| 9.º \| Vojtěch Hačecký \| Elkov-Author \| + 0 s \| \| \| 10.º \| Rok Korošec \| My Bike-Stevens \| + 0 s \| \| |                   |                           |                 |
| |                   |                           |                 |
| Fuente: ProCyclingStats |                   |                           |                 |
| Clasificación de la etapa |                   |                           |                 |
| Ciclista | Ciclista          | Equipo                    | Tiempo          |
| 1.º | Filippo Fortin    | Felbermayr Simplon Wels   | 4 h 02 min 38 s |
| 2.º | Maciej Paterski   | Wibatech Merx 7R          | + 0 s           |
| 3.º | Szymon Sajnok     | CCC Sprandi Polkowice     | + 0 s           |
| 4.º | Grzegorz Stępniak | Wibatech Merx 7R          | + 0 s           |
| 5.º | Johim Ariesen     | Metec-TKH-Mantel          | + 0 s           |
| 6.º | Gašper Katrašnik  | Adria Mobil               | + 0 s           |
| 7.º | Timon Loderer     | Hrinkow Advarics Cycleang | + 0 s           |
| 8.º | Orluis Aular      | Start Team Gusto          | + 0 s           |
| 9.º | Vojtěch Hačecký   | Elkov-Author              | + 0 s           |
| 10.º | Rok Korošec       | My Bike-Stevens           | + 0 s           |

## Clasificaciones
Las clasificaciones finalizaron de la siguiente forma:

### Clasificación general
| \| Clasificación general \| Clasificación general \| Clasificación general \| Clasificación general \| Clasificación general \| \| Ciclista \| Ciclista \| Equipo \| Tiempo \| \| \| --------------------- \| --------------------- \| --------------------- \| --------------------- \| --------------------- \| \| 1.º \| Mateusz Taciak \| CCC Sprandi Polkowice \| 12 h 09 min 31 s \| \| \| 2.º \| Filip Maciejuk \| Polonia \| + 3 s \| \| \| 3.º \| Kamil Gradek \| CCC Sprandi Polkowice \| + 10 s \| \| \| 4.º \| Jan Bárta \| Elkov-Author \| + 24 s \| \| \| 5.º \| Josef Černý \| Elkov-Author \| + 31 s \| \| \| 6.º \| Juri Hollmann \| Heizomat rad-net.de \| + 39 s \| \| \| 7.º \| Szymon Sajnok \| CCC Sprandi Polkowice \| + 40 s \| \| \| 8.º \| Jure Golčer \| Adria Mobil \| + 56 s \| \| \| 9.º \| Maciej Paterski \| Wibatech Merx 7R \| + 1 min 02 s \| \| \| 10.º \| Adam Stachowiak \| Voster Uniwheels Team \| + 1 min 04 s \| \| |                 |                       |                  |
| |                 |                       |                  |
| Fuente: ProCyclingStats |                 |                       |                  |
| Clasificación general |                 |                       |                  |
| Ciclista | Ciclista        | Equipo                | Tiempo           |
| 1.º | Mateusz Taciak  | CCC Sprandi Polkowice | 12 h 09 min 31 s |
| 2.º | Filip Maciejuk  | Polonia               | + 3 s            |
| 3.º | Kamil Gradek    | CCC Sprandi Polkowice | + 10 s           |
| 4.º | Jan Bárta       | Elkov-Author          | + 24 s           |
| 5.º | Josef Černý     | Elkov-Author          | + 31 s           |
| 6.º | Juri Hollmann   | Heizomat rad-net.de   | + 39 s           |
| 7.º | Szymon Sajnok   | CCC Sprandi Polkowice | + 40 s           |
| 8.º | Jure Golčer     | Adria Mobil           | + 56 s           |
| 9.º | Maciej Paterski | Wibatech Merx 7R      | + 1 min 02 s     |
| 10.º | Adam Stachowiak | Voster Uniwheels Team | + 1 min 04 s     |

### Clasificación por puntos
| Clasificación por puntos | Clasificación por puntos | Clasificación por puntos | Clasificación por puntos | Clasificación por puntos |
| Ciclista                 | Ciclista                 | Equipo                   | Puntos                   |                          |
| ------------------------ | ------------------------ | ------------------------ | ------------------------ | ------------------------ |
| 1.º                      | Szymon Sajnok            | CCC Sprandi Polkowice    | 65 pts                   |                          |
| 2.º                      | Filippo Fortin           | Felbermayr Simplon Wels  | 50 pts                   |                          |
| 3.º                      | Vojtěch Hačecký          | Elkov-Author             | 43 pts                   |                          |
| 4.º                      | Dušan Rajović            | Adria Mobil              | 37 pts                   |                          |
| 5.º                      | Johim Ariesen            | Metec-TKH-Mantel         | 32 pts                   |                          |
| 6.º                      | Wim Kleiman              | Monkey Town Continental  | 30 pts                   |                          |
| 7.º                      | Maciej Paterski          | Wibatech Merx 7R         | 27 pts                   |                          |
| 8.º                      | Jure Golčer              | Adria Mobil              | 26 pts                   |                          |
| 9.º                      | Paweł Franczak           | CCC Sprandi Polkowice    | 25 pts                   |                          |
| 10.º                     | Kamil Gradek             | CCC Sprandi Polkowice    | 23 pts                   |                          |

### Clasificación de la montaña
| Clasificación de la montaña | Clasificación de la montaña | Clasificación de la montaña | Clasificación de la montaña | Clasificación de la montaña |
| Ciclista                    | Ciclista                    | Equipo                      | Puntos                      |                             |
| --------------------------- | --------------------------- | --------------------------- | --------------------------- | --------------------------- |
| 1.º                         | Michał Podlaski             | Voster Uniwheels Team       | 23 pts                      |                             |
| 2.º                         | Patrick Haller              | Heizomat rad-net.de         | 17 pts                      |                             |
| 3.º                         | Yauhen Sobal                | Minsk Cycling Club          | 10 pts                      |                             |
| 4.º                         | Jonas Rapp                  | Hrinkow Advarics Cycleang   | 7 pts                       |                             |
| 5.º                         | Tim Kerkhof                 | Destil-Parkhotel Valkenburg | 4 pts                       |                             |
| 6.º                         | Josef Černý                 | Elkov-Author                | 3 pts                       |                             |
| 7.º                         | Jure Golčer                 | Adria Mobil                 | 3 pts                       |                             |
| 8.º                         | Marek Rutkiewicz            | Wibatech Merx 7R            | 3 pts                       |                             |
| 9.º                         | Tijmen Eising               | Metec-TKH-Mantel            | 3 pts                       |                             |
| 10.º                        | Thijs de Lange              | Metec-TKH-Mantel            | 3 pts                       |                             |

### Clasificación sub-23
| Clasificación sub-23 | Clasificación sub-23 | Clasificación sub-23        | Clasificación sub-23 | Clasificación sub-23 |
| Ciclista             | Ciclista             | Equipo                      | Tiempo               |                      |
| -------------------- | -------------------- | --------------------------- | -------------------- | -------------------- |
| 1.º                  | Filip Maciejuk       | Leopard Pro Cycling         | 12 h 09 min 34 s     |                      |
| 2.º                  | Juri Hollmann        | Heizomat rad-net.de         | + 36 s               |                      |
| 3.º                  | Szymon Sajnok        | CCC Sprandi Polkowice       | + 37 s               |                      |
| 4.º                  | Patrick Haller       | Heizomat rad-net.de         | + 1 min 16 s         |                      |
| 5.º                  | Vladimir Tsoy        | Astana City                 | + 1 min 28 s         |                      |
| 6.º                  | Dušan Rajović        | Adria Mobil                 | + 1 min 35 s         |                      |
| 7.º                  | Lars Oreel           | Destil-Parkhotel Valkenburg | + 1 min 40 s         |                      |
| 8.º                  | Tobias Nolde         | Heizomat rad-net.de         | + 1 min 44 s         |                      |
| 9.º                  | Jordy van Loon       | Destil-Parkhotel Valkenburg | + 1 min 53 s         |                      |
| 10.º                 | Szymon Krawczyk      | Voster Uniwheels Team       | + 1 min 55 s         |                      |

### Clasificación por equipos
| Clasificación por equipos | Clasificación por equipos | Clasificación por equipos | Clasificación por equipos |
| Equipo                    | Equipo                    | Tiempo                    |                           |
| ------------------------- | ------------------------- | ------------------------- | ------------------------- |
| 1.º                       | CCC Sprandi Polkowice     | 36 h 29 min 26 s          |                           |
| 2.º                       | Elkov-Author              | + 1 min 17 s              |                           |
| 3.º                       | Heizomat Rad-Net.De       | + 2 min 36 s              |                           |
| 4.º                       | Wibatech-Merx             | + 2 min 37 s              |                           |
| 5.º                       | Adria Mobil               | + 3 min 21 s              |                           |
| 6.º                       | Polonia                   | + 3 min 25 s              |                           |
| 7.º                       | Hurom                     | + 3 min 39 s              |                           |
| 8.º                       | Felbermayr Simplon Wels   | + 4 min 22 s              |                           |
| 9.º                       | Astana City               | + 4 min 29 s              |                           |
| 10.º                      | Rusia                     | + 4 min 33 s              |                           |

## Evolución de las clasificaciones
| Etapa                   | Vencedor                | Clasificación general | Clasificación por puntos | Clasificación de la montaña | Clasificación de los jóvenes | Clasificación por equipos |
| ----------------------- | ----------------------- | --------------------- | ------------------------ | --------------------------- | ---------------------------- | ------------------------- |
| 1.ª                     | Kamil Zieliński         | Kamil Zieliński       | Kamil Zieliński          | Yauhen Sobal                | Szymon Sajnok                | CCC Sprandi Polkowice     |
| 2.ª                     | Lukas Schlemmer         | Lukas Schlemmer       | Dušan Rajović            | Michał Podlaski             | Dušan Rajović                | Felbermayr-Simplon Wels   |
| 3.ª                     | Filip Maciejuk          | Filip Maciejuk        | Szymon Sajnok            | Michał Podlaski             | Filip Maciejuk               | CCC Sprandi Polkowice     |
| 4.ª                     | Filippo Fortin          | Mateusz Taciak        | Szymon Sajnok            | Michał Podlaski             | Filip Maciejuk               | CCC Sprandi Polkowice     |
| Clasificaciones finales | Clasificaciones finales | Mateusz Taciak        | Szymon Sajnok            | Michał Podlaski             | Filip Maciejuk               | CCC Sprandi Polkowice     |

## UCI World Ranking
La carrera ciclista Szlakiem Walk Majora Hubala otorga puntos para el UCI Europe Tour 2018 y el UCI World Ranking, este último para corredores de los equipos en las categorías UCI WorldTeam, Profesional Continental y Equipos Continentales. Las siguientes tablas muestran el baremo de puntuación y los 10 corredores que obtuvieron más puntos:
| Posición              | 1.º | 2.º | 3.º | 4.º | 5.º | 6.º | 7.º | 8.º | 9.º | 10.º | 11.º | 12.º | 13.º-15.º | 16.º-25.º |
| Clasificación general | 125 | 85  | 70  | 60  | 50  | 40  | 35  | 30  | 25  | 20   | 15   | 10   | 5         | 3         |
| Por etapa             | 14  | 5   | 3   |     |     |     |     |     |     |      |      |      |           |           |
| Líder                 | 3   |     |     |     |     |     |     |     |     |      |      |      |           |           |

| Clasificación | Clasificación   | Clasificación         | Clasificación | Clasificación | Clasificación | Clasificación |
| Posición      | Ciclista        | Equipo                | General       | Etapa         | Líder         | Total         |
| ------------- | --------------- | --------------------- | ------------- | ------------- | ------------- | ------------- |
| 1.º           | Mateusz Taciak  | CCC Sprandi Polkowice | 125           | 5             | -             | 130           |
| 2.º           | Filip Maciejuk  | Selección de Polonia  | 85            | 14            | 3             | 102           |
| 3.º           | Kamil Gradek    | CCC Sprandi Polkowice | 70            | 3             | -             | 73            |
| 4.º           | Jan Bárta       | Elkov-Author          | 60            | -             | -             | 60            |
| 5.º           | Josef Černý     | Elkov-Author          | 50            | -             | -             | 50            |
| 6.º           | Juri Hollmann   | Heizomat Rad-Net.de   | 40            | -             | -             | 40            |
| 7.º           | Szymon Sajnok   | CCC Sprandi Polkowice | 35            | 3             | -             | 38            |
| 8.º           | Jure Golčer     | Adria Mobil           | 30            | 3             | -             | 33            |
| 9.º           | Maciej Paterski | Wibatech Merx 7R      | 25            | 5             | -             | 30            |
| 10.º          | Adam Stachowiak | Voster Uniwheels      | 20            | -             | -             | 20            |